# Pelecocera trifasciata
Pelecocera trifasciata är en tvåvingeart som först beskrevs av Preyssler 1793.  Pelecocera trifasciata ingår i släktet öronblomflugor, och familjen blomflugor. Inga underarter finns listade i Catalogue of Life.